# (31623) 1999 GK20
1999 GK20 (asteroide 31623) é um asteroide da cintura principal. Possui uma excentricidade de 0.11796550 e uma inclinação de 4.69661º.
Este asteroide foi descoberto no dia 15 de abril de 1999 por LINEAR em Socorro.